# 2005 YU55
(308635) 2005 YU55, är en jordnära apollo-asteroid med cirka 400 meters diameter. Den passerade jorden på mindre än månavståndet (cirka 85 procent av avståndet till månen) den 8 november 2011. Det var det närmaste avstånd en asteroid med denna storlek eller större passerat jorden sedan 1976. Den kommer med jämna mellanrum även nära planeten Venus.